# 김혜성 (야구 선수)
김혜성(金慧成, 1999년 1월 27일~)은 대한민국의 야구 선수이다. 메이저 리그 베이스볼(MLB) 로스앤젤레스 다저스 소속의 대한민국 야구 2루수, 유격수 및 중견수이다. 이전에 KBO 리그 키움 히어로즈에서 뛰었다. 김혜성은 2025년 5월 3일 다저스 소속으로 MLB에 데뷔했다.
김혜성은 KBO 골든글러브를 유격수와 2루수 부문에서 모두 수상한 유일한 KBO 선수이다.

## 경력

### 아마추어 및 국제 경력
2016년, 김혜성은 대한민국 고교 야구 최고 타자에게 주어지는 이영민 타격상을 수상했다.
김혜성은 2022년 아시안 게임 야구에서 6경기에 출전하여 18타수 동안 .292/.500/.370의 타율을 기록하며 대한민국에 금메달을 안겼다. 또한 2020년 하계 올림픽 야구와 2023년 월드 베이스볼 클래식에서 대한민국 야구 국가대표팀으로 뛰었다.

### 넥센/키움 히어로즈
김혜성은 KBO 리그 넥센 히어로즈와 계약하여 2017년부터 2024년까지 뛰었으며, 2019년 키움 히어로즈가 된 히어로즈에서 953경기 동안 타율 .304, 37홈런, 386타점, 211도루를 기록했다. 또한 수비 능력으로 KBO 골든글러브를 4회 수상했다.
KBO 리그에서의 마지막 시즌에 김혜성은 키움에서 127경기에 출전하여 .326/.383/.458의 타율을 기록했으며, 30도루, 그리고 개인 최고 기록인 11홈런과 75타점을 기록했다. 2024년 12월 4일, 히어로즈는 김혜성을 메이저 리그 베이스볼(MLB)에 자유 계약 선수로 포스팅했다.

### 로스앤젤레스 다저스

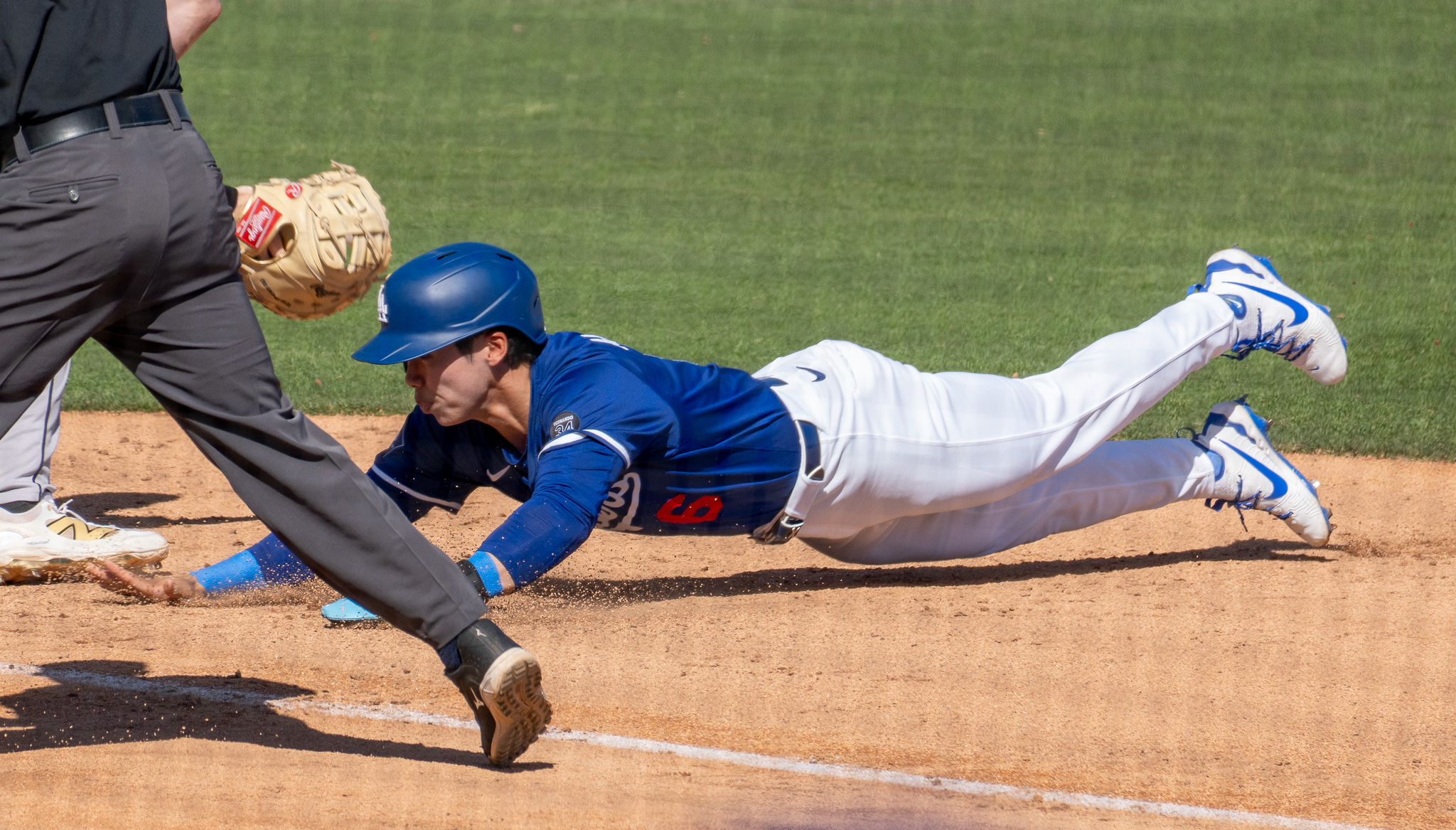
2025년 3월 김혜성

2025년 1월 3일, 김혜성은 메이저 리그 베이스볼 로스앤젤레스 다저스와 3년 1,250만 달러 보장 계약을 체결했으며, 이 계약에는 총액을 2,200만 달러로 늘릴 수 있는 2년의 추가 옵션도 포함되어 있었다. 다저스는 또한 히어로즈에 250만 달러의 추가 포스팅 수수료를 지불해야 했다. 3월 11일, 다저스는 김혜성이 스프링 트레이닝 경기에서 타격 부진을 겪은 후, 트리플 A 오클라호마시티 코메츠에서 시즌을 시작할 것이라고 발표했다. 5월 3일, 김혜성은 메이저 리그로 승격되었고 그날 밤 애틀랜타 브레이브스와의 경기에서 수비 교체 선수로 MLB 데뷔전을 치렀다. 김혜성은 5월 5일 첫 선발 출전 경기에서 마이애미 말린스의 샌디 알칸타라를 상대로 첫 MLB 안타를 기록했다. 이 경기에서 2안타, 1타점, 1득점을 기록했다. 그의 첫 MLB 홈런은 5월 14일 애슬레틱스의 거너 호글룬드를 상대로 나왔다.

## 수상
- 2016년 제 50회 대통령배 전국 고교 야구 대회 수훈상, 고교 주말 리그 후반기(인천 & 강원권) 타격상·타점상, 대통령배 전국 고교 야구 대회 수훈상, 청룡기 전국 고교 야구 선수권 대회 겸 주말 리그 왕중왕전 도루상, 이영민 타격상, 한국 프로 야구 은퇴 선수의 날 백인천 BIC 0.412상

## 트리비아
- KBO 리그 최초로 유격수, 2루수 부문 골든글러브를 모두 수상했다.

## 출신 학교
- 문촌초등학교 (고양시리틀)
- 인천 동산중학교
- 동산고등학교

## 통산 기록
| 연도 | 팀명  | 타율  | 경기 | 타수 | 득점 | 안타 | 2루타 | 3루타 | 홈런 | 루타 | 타점 | 도루 | 도실 | 볼넷 | 사구 | 삼진 | 병살 | 실책 |
| ---- | ----- | ----- | ---- | ---- | ---- | ---- | ----- | ----- | ---- | ---- | ---- | ---- | ---- | ---- | ---- | ---- | ---- | ---- |
| 2017 | 넥센  | 0.188 | 16   | 16   | 1    | 3    | 2     | 0     | 0    | 5    | 2    | 0    | 0    | 1    | 0    | 6    | 0    | 1    |
| 2018 | 넥센  | 0.270 | 136  | 430  | 79   | 116  | 15    | 6     | 5    | 158  | 45   | 31   | 6    | 33   | 5    | 119  | 6    | 16   |
| 2019 | 키움  | 0.276 | 122  | 348  | 57   | 96   | 16    | 7     | 0    | 126  | 32   | 20   | 3    | 29   | 2    | 85   | 4    | 15   |
| 2020 | 키움  | 0.285 | 142  | 499  | 80   | 142  | 24    | 6     | 7    | 199  | 61   | 25   | 8    | 46   | 2    | 94   | 6    | 9    |
| 2021 | 키움  | 0.304 | 144  | 559  | 99   | 170  | 20    | 3     | 3    | 205  | 66   | 46   | 4    | 65   | 1    | 97   | 8    | 35   |
| 2022 | 키움  | 0.318 | 129  | 516  | 81   | 164  | 18    | 7     | 4    | 208  | 48   | 34   | 7    | 50   | 0    | 83   | 9    | 11   |
| 2023 | 키움  | 0.335 | 137  | 556  | 104  | 186  | 29    | 6     | 7    | 248  | 57   | 25   | 3    | 57   | 3    | 77   | 6    | 17   |
| 2024 | 키움  | 0.326 | 127  | 509  | 90   | 166  | 26    | 4     | 11   | 233  | 75   | 30   | 6    | 47   | 4    | 62   | 6    | 16   |
| 통산 | 8시즌 | 0.300 | 689  | 2924 | 501  | 877  | 125   | 35    | 56   | 1148 | 311  | 181  | 31   | 277  | 13   | 561  | 39   | 104  |

- 빨간 글씨는 한국 프로야구 역사상 최고 기록
- 굵은 글씨는 해당 시즌 최고 기록